# El Aguacate, Cadereyta de Montes
El Aguacate är en ort i Mexiko.   Den ligger i kommunen Cadereyta de Montes och delstaten Querétaro Arteaga, i den centrala delen av landet, 170 km norr om huvudstaden Mexico City. El Aguacate ligger 1 706 meter över havet och antalet invånare är 498.
Terrängen runt El Aguacate är kuperad norrut, men söderut är den bergig. Runt El Aguacate är det ganska glesbefolkat, med 39 invånare per kvadratkilometer. Närmaste större samhälle är Jiliapan, 13,7 km öster om El Aguacate. I omgivningarna runt El Aguacate växer huvudsakligen savannskog.